# شيخ أحمدلو (ميانة)
شيخ‌ أحمدلو هي قرية في مقاطعة ميانة، إيران. عدد سكان هذه القرية هو 114 في سنة 2006.